# Danguolė Blevaitienė
Danguolė Blevaitienė (* 1958) ist eine litauische Badmintonspielerin. 

## Karriere
Danguolė Blevaitienė gewann 1977 ihren ersten nationalen Titel in Litauen. Bis 1990 folgten elf weitere Titelgewinne, wobei sie insgesamt jeweils fünfmal im Damendoppel und im Mixed erfolgreich war sowie zweimal im Dameneinzel.

## Sportliche Erfolge
| Saison | Veranstaltung                  | Disziplin   | Platz | Name                                       |
| ------ | ------------------------------ | ----------- | ----- | ------------------------------------------ |
| 1977   | Litauen: Einzelmeisterschaften | Mixed       | 1     | Antanas Narvilas / Danguolė Blevaitienė    |
| 1981   | Litauen: Einzelmeisterschaften | Damendoppel | 1     | Danguolė Blevaitienė / Silva Senkutė       |
| 1981   | Litauen: Einzelmeisterschaften | Dameneinzel | 1     | Danguolė Blevaitienė                       |
| 1981   | Litauen: Einzelmeisterschaften | Mixed       | 1     | Anatas Narvilas / Danguolė Blevaitienė     |
| 1982   | Litauen: Einzelmeisterschaften | Mixed       | 1     | Anatas Narvilas / Danguolė Blevaitienė     |
| 1982   | Litauen: Einzelmeisterschaften | Dameneinzel | 1     | Danguolė Blevaitienė                       |
| 1982   | Litauen: Einzelmeisterschaften | Damendoppel | 1     | Danguolė Blevaitienė / Silva Senkutė       |
| 1987   | Litauen: Einzelmeisterschaften | Mixed       | 1     | Egidijus Jankauskas / Danguolė Blevaitienė |
| 1987   | Litauen: Einzelmeisterschaften | Damendoppel | 1     | Jūratė Markaitytė / Danguolė Blevaitienė   |
| 1988   | Litauen: Einzelmeisterschaften | Mixed       | 1     | Arūnas Petkevičius / Danguolė Blevaitienė  |
| 1988   | Litauen: Einzelmeisterschaften | Damendoppel | 1     | Jūratė Markaitytė / Danguolė Blevaitienė   |
| 1990   | Litauen: Einzelmeisterschaften | Damendoppel | 1     | Jūratė Markaitytė / Danguolė Blevaitienė   |

## Referenzen
- http://www.badminton.lt/index.php?m=3&zid=105

| Personendaten    | Personendaten                 |
| ---------------- | ----------------------------- |
| NAME             | Blevaitienė, Danguolė         |
| KURZBESCHREIBUNG | litauische Badmintonspielerin |
| GEBURTSDATUM     | 1958                          |